# Хвощ
Хвощ (лат. Equisétum) — род сосудистых растений, в силу своей уникальности в современной флоре иногда выделяемый в особый отдел Хвощеви́дные (лат. Equisetóphyta) (на данный момент общепринято рассматривать его в составе отдела Папоротниковидных). В нём один современный класс (Equisetópsida), один порядок (Equisetáles) и одно семейство (Equisetáceae), в котором насчитывается, по разным источникам, от 15 до 32 видов.
Род распространён повсеместно от Южной Америки и южной части Африки до Арктики. Наибольшее видовое разнообразие (17) наблюдается в Евразии и Северной Америке между 40 и 60° с. ш.

## Происхождение названия
Научное название рода, Equisetum, происходит от латинских слов equus («лошадь») и saeta («грива, щетина»). Аналогичным образом образовано название растения во многих европейских языках — англ. horsetail, фр. queue-de-cheval и др.
Русское название «хвощ» растение также получило за сходство с хвостами некоторых животных, в особенности, лошадей. Раннее упоминание этого названия — в «Материалах к российской грамматике» М. В. Ломоносова (1747—1755 гг.).

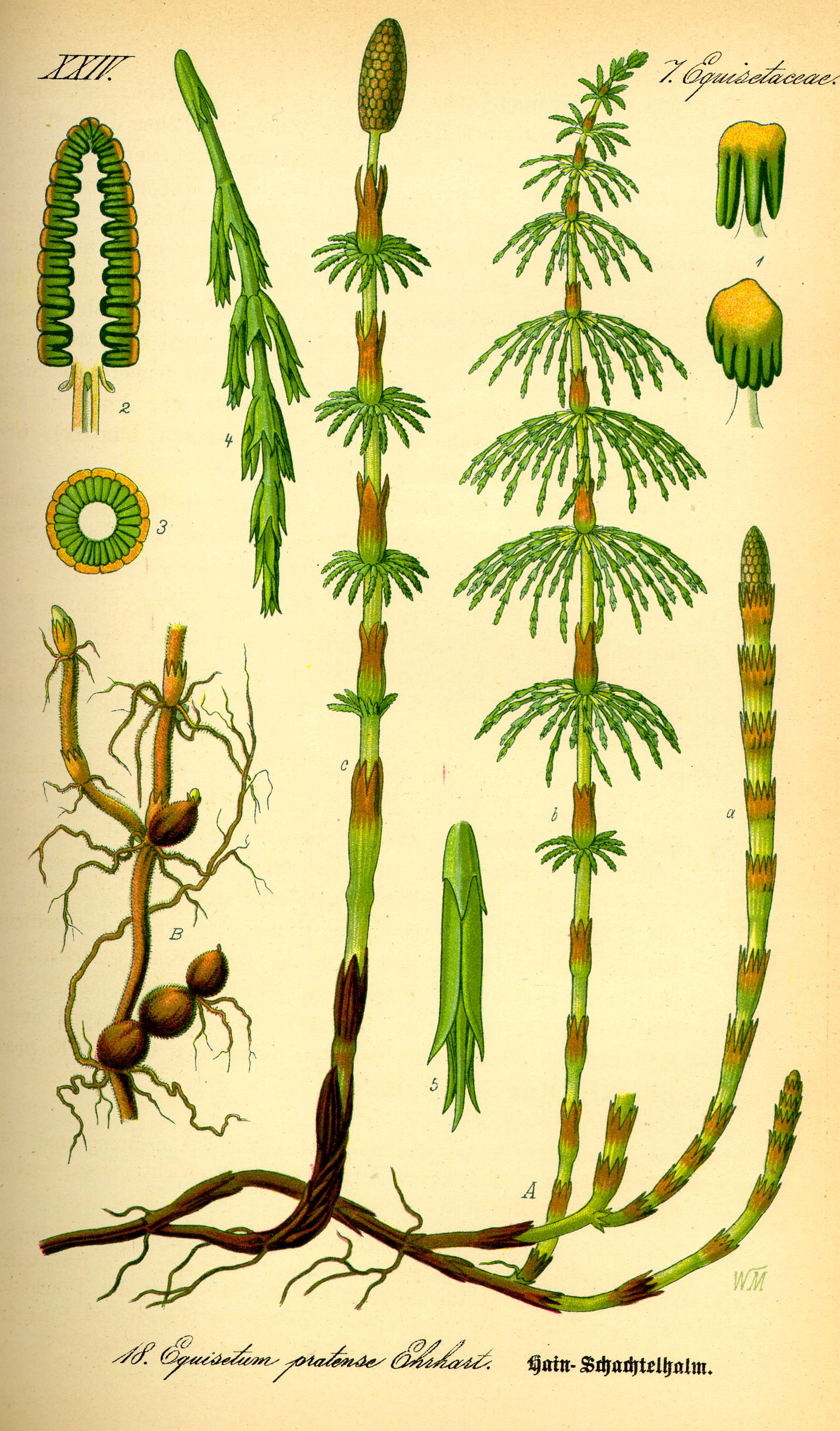
Хвощ луговой.

## Ботаническое описание
Ныне живущие виды — исключительно травянистые растения высотой от нескольких сантиметров до нескольких метров. Например, в Чили, Перу, Эквадоре произрастает Equisetum xylochaetum со стройными, почти древовидными побегами высотой 3—3,5 м; перуанский вид Equisetum martii достигает 5 метров в высоту, а самый крупный вид хвощ гигантский (Equisetum giganteum), произрастающий во влажных тропических и субтропических лесах Чили, Перу, Мексики и Кубы, имеет максимальные размеры 10—12 м при диаметре всего лишь 2—3 см. Поэтому он растёт только опираясь и цепляясь за соседние деревья. В этих же странах произрастает самый мощный вид Хвощ Шаффнера (Equisetum schaffneri), у которого при высоте всего 2 м диаметр может достигать 10 см. К числу европейских видов относится вечнозелёный, редко ветвящийся Хвощ зимующий (Equisetum hyemale) высотой до 1 м.
У всех видов хвоща стебли обладают выраженной метамерией, то есть правильным чередованием узлов и междоузлий. Листья редуцированы до чешуй и располагаются мутовками в узлах. Здесь же образуются и боковые ветви. Ассимиляционную функцию выполняют зелёные стебли, поверхность которых увеличивается ребристостью, стенки клеток кожицы пропитаны кремнезёмом.
Подземная часть хвощей представлена сильно развитым корневищем, в узлах которого формируются придаточные корни. У некоторых видов (хвощ полевой) боковые ветви корневища превращаются в клубни, которые служат местом отложения запасных продуктов, а также органами вегетативного размножения.
Споры хвощей имеют отростки в виде лент — элатеры — чувствительные ко влажности и полезные растению для распространения.
Хвощ — трудноискоренимый сорняк, переживающий благодаря своим подземным корневищам даже лесные пожары. Стебли хвоща содержат кремнезём, что придает им жёсткость.
| |  |
| Шарообразные споры хвоща полевого под микроскопом; их лентовидные элатеры часто развёрнуты в сухих условиях (слева) и закручены вокруг спор во влажных условиях (справа) |  |

## Химический состав
Трава хвоща полевого содержит малоизученный сапонин эквизетонин (около 5 %) и алкалоиды никотин, эквизетин (палюстрин); 3-метоксипиридин; диметилсульфон; флавоноиды; эквизетрин, изокверцитрин и 5-глюкозид лютеолина, витамин C (до 0,19 %), каротин (около 4,7 мг%); яблочную, аконитовую и щавелевую кислоты; белки (около 16 %), жирное масло, кремниевую кислоту (до 25 %), дубильные вещества, горечи, смолы.
Ядовитость большинства видов (в особенности хвоща лесного и видов подрода Hippochaete) объясняется наличием фермента тиаминазы.
Все хвощи содержат в тканях большое количество кремнезёма.

## Вопросы систематики
Карл Линней в 1753 году отнёс все описанные им хвощи к одному роду Equisetum L., впоследствии Карл Мильде в 1865 году разделил этот род на два: Equisetum и Hippochaete. Позднее, в 1867 году, Мильде вновь объединил род Equisetum, приняв в нём две группы: Equisetum и Hippochaete — без указания их ранга. Затем Бейкер в 1887 году придал этим группам ранг подродов. Для разделения подродов (или родов) первоначально использовались признаки стробилов, устьичного аппарата и продолжительность жизни надземных побегов. Позднее было обнаружено различие в размерах хромосом, которым, возможно, объясняется отсутствие межподродовых гибридов, обращающее на себя особое внимание, если учитывать наличие многочисленных гибридов внутри каждого из подродов.
В настоящее время большинство авторов принимает один род с двумя подродами (Tutin, 1964; Cullen, 1965; Бобров, 1974; Hauke, 1993), реже их признают самостоятельными родами (Цвелёв, 2000). Однако единственным морфологическим признаком, по которому можно чётко отделить все виды одного подрода от другого, является характер расположения устьиц относительно уровня эпидермальных клеток (Hauke, 1993). История лектотипификации надвидовых таксонов обстоятельно изложена в работе R. E. Pichi-Sermolli (1971).

## Значение и применение
Питаются хвощами некоторые дикие животные — олени и кабаны. В то же время для лошадей хвощи являются ядовитыми растениями.
В медицине используются препараты хвоща полевого, которые обладают разносторонним и разнообразным действием. Их применяют как мочегонное, противовоспалительное, кровоостанавливающее, общеукрепляющее, ранозаживляющее и вяжущее средство. Они помогают при сердечной недостаточности, улучшают водно-солевой обмен. В составе различных сборов хвощ применяют для лечения гипертонической болезни, подагры и заживления ран. Эффективно растение при отёках различного происхождения и экссудативных (влажных) плевритах. В народной медицине область применения хвоща та же.
Высушенные стебли хвощей, содержащие большое количество солей кремния, применяются для шлифования поверхностей, в частности, столярами и живописцами. Прежде стеблем хвоща чистили горшки и кастрюли.

## Кормовое значение
Хвощи играют значительную роль в питании северных оленей (Rangifer tarandus). Поедаются во все времена года, в том числе и зимой из-под снега. На пастбищах поедаются в больших количествах. В сочетании с другими кормами безвредны для организма. Однако зафиксированы случаи когда олени, привязанные на участке с преобладанием хвощей, погибали. К хорошо поедаемым относятся: хвощ полевой (Equisetum arvense L.), хвощ лесной (Equisetum sylvaticum L.), хвощ приречный (Equisetum fluviatile L.), хвощ камышовый (Equisetum scirpoides Michx.), хвощ пестрый (Equisetum variegatum Schleich. ex F.Weber et D.Mohr). Хвощ болотный (Equisetum palustre L.) считается ядовитым для оленей.

## Виды

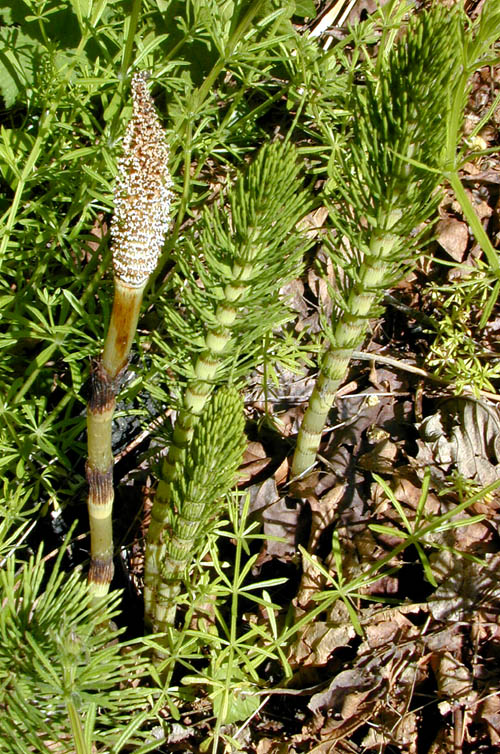

Род насчитывает более 20 видов, распределённых в двух подродах:
- Подрод Equisetum:
  - Equisetum boreale Bong. — Хвощ бореальный
  - Equisetum californicum (Milde) G.N.Jones
  - Equisetum × schaffneri Milde — Хвощ Шаффнера
  - Equisetum arvense L. — Хвощ полевой
  - Equisetum bogotense Kunth — Хвощ боготский
  - Equisetum diffusum D.Don — Хвощ раскидистый
  - Equisetum × ferrissii Clute
  - Equisetum fluviatile L. — Хвощ приречный, или Хвощ топяной
  - Equisetum palustre L. — Хвощ болотный
  - Equisetum pratense Ehrh. — Хвощ луговой
  - Equisetum sylvaticum L. — Хвощ лесной
  - Equisetum telmateia Ehrh. — Хвощ большой
- Подрод Hippochaete:
  - Equisetum giganteum L. — Хвощ гигантский
    - [syn.  Equisetum xylochaetum Mett.]
    - [syn.  Equisetum martii Milde]

  - Equisetum hyemale L. — Хвощ зимующий
  - Equisetum laevigatum A.Braun
  - Equisetum × moorei Newman — Хвощ Мура
  - Equisetum myriochaetum Schlecht. et Cham. — Хвощ многощетинковый
  - Equisetum ramosissimum Desf. — Хвощ ветвистый
  - Equisetum scirpoides Michx. — Хвощ камышовый[23]
  - Equisetum variegatum Schleich. ex F.Weber et D.Mohr — Хвощ пёстрый[23]